# Рощин Євген Євгенович
Рощин Євген Євгенович (нар. 28 травня 1962, Усть-Каменогорськ, Східноказахстанська область, СРСР) — радянський хокеїст, нападник.

## Ігрова кар'єра
Вихованець усть-каменогорського «Торпедо». Переможець юнацької першості Радянського Союзу 1979 року. Брав участь у складі юніорської збірної СРСР в чемпіонаті Європи з хокею із шайбою серед юніорських команд 1980 року, провів 5 матчів, набрав 3 очка (2+1). У складі київського «Сокола» відіграв чотири сезону: 132 матчі, закинув 20 шайб, зробив 13 результативних передач.
У складі київського «Сокола» став фіналістом Кубка Шпенглера 1986 року.
Окрім «Сокола» захищав кольори команд «Німан», «Краковія», ГКС (Тихи), «Зволен» (Словаччина) та «Хака» (Іспанія).
У складі національної збірної брав участь у Зимових Олімпійських іграх, провів 6 матчів зробив дві результативних передачі та чемпіонаті світу 1997 року, провів 7 матчів, набрав 4 очка (3+1).

## Статистика
Статистика виступів у вищій лізі чемпіонату СРСР.
| Сезон                    | Команда                  | Ліга                     | І   | Г  | П  | 0  | Штр |
| ------------------------ | ------------------------ | ------------------------ | --- | -- | -- | -- | --- |
| 1985/86                  | «Сокіл» (Київ)           | вища                     | 33  | 9  | 2  | 11 | 8   |
| 1986/87                  | «Сокіл» (Київ)           | вища                     | 33  | 3  | 4  | 7  | 12  |
| 1987/88                  | «Сокіл» (Київ)           | вища                     | 41  | 6  | 5  | 11 | 10  |
| 1988/89                  | «Сокіл» (Київ)           | вища                     | 25  | 2  | 2  | 4  | 18  |
| Усього у вищій лізі СРСР | Усього у вищій лізі СРСР | Усього у вищій лізі СРСР | 132 | 20 | 13 | 33 | 48  |